# Encapsulated PostScript
Encapsulated PostScript (EPS, „zapouzdřený PostScript“) je formát grafického souboru odvozený od PostScriptu, jazyka pro popis tisknutelných dokumentů. EPS splňuje dodatečné požadavky, které umožňují jeho zařazení do dokumentu. EPS zejména, na rozdíl od obecného PostScriptu, popisuje pouze jednu stránku výstupu. Formát EPS byl zveřejněn v roce 1987 společností Adobe ve spolupráci se společnostmi Aldus (bývalým výrobcem programu PageMaker) a Altsys (vyvíjela vektorovou grafiku a editory fontů).
Soubor EPS obsahuje vektorové objekty, rastrovou grafiku a údaje o barevných separacích. Mohou být vloženy také fonty. Vzhledem k tomu, že importní aplikace nemusí obsahovat interpret PostScriptu, soubor EPS může obsahovat také náhled grafiky v nižším rozlišení (miniaturu), který slouží jako zástupný symbol v zobrazení na obrazovce.
Formát EPS byl vyvinut, protože je obtížné vložit obecnou grafiku ve formátu PostScript do jiných PostScriptových souborů. Dokonce ani určení výšky a šířky grafiky v PostScriptu není snadné. Soubory EPS proto definují tzv. bounding box („ohraničující rámeček“), což je nejmenší osově orientovaný obdélník, který lze nakreslit kolem zobrazeného objektu. Protože vložený kód může mít nežádoucí účinky na interpretaci kódu nadřazeného dokumentu, musí se dodržovat další pravidla. EPS dokument například musí zanechat zásobník v původním stavu a nesmí používat žádné příkazy nebo jiné programové struktury, které globálně ovlivňují celý dokument obsahující soubor EPS. Například není povoleno použití operátoru erasepage, který vymaže obsah celé stránky.
Soubory EPS lze prohlížet na obrazovce například pomocí Ghostscriptu nebo konvertovat pro tisk na tiskárně, která nepodporuje PostScript. Přípony souborů pro EPS jsou .eps, méně často .epsf.
Dnes je formát EPS považován za zastaralý a byl do značné míry nahrazen formátem PDF.